# Haemaphysalis canestrinii
Haemaphysalis canestrinii är en fästingart som beskrevs av Supino 1897. Haemaphysalis canestrinii ingår i släktet Haemaphysalis och familjen hårda fästingar. Inga underarter finns listade i Catalogue of Life.